# Symphonie no 2 de Szymanowski
Pour les articles homonymes, voir Symphonie no 2.
La Symphonie no 2 en si bémol majeur, op. 19 de Karol Szymanowski a été composée en 1909-1910 et créée le 7 avril 1911. Szymanowski la réorchestra avec l'aide de Grzegorz Fitelberg en 1936.
De grandes dimensions, cette symphonie se compose de deux parties très travaillées. Le deuxième mouvement comprend plusieurs variations, et une fugue finale à plusieurs sujets.
Elle révèle une forte influence des œuvres d'Alexandre Scriabine.

## Mouvements
1. Allegro moderato : Grazioso - Meno mosso (quasi andante) - Più mosso (quasi tempo I) - Meno mosso (quasi andante) - Vivace - Poco meno (quasi tempo I) - Più mosso. Con passione - Poco meno mosso (tranquillo)
2. Thème : Lento. Variation 1 : L'istesso tempo. Variation 2 : L'istesso tempo. Variation 3 : Scherzando. Molto vivace. Variation 4 : Tempo di gavotte. Variation 5 : Tempo di minuetto - Finale introduzione. Variation 6 : Vivace e capriccioso - Fuga. Finale : Allegro moderato, molto energico - Lento - Tempo I.

Durée : environ 35 minutes.

## Orchestration
| Instrumentation de la seconde symphonie en si bémol majeur |
| Cordes |
| premiers violons, seconds violons, altos, violoncelles, contrebasses, harpe |
| Bois |
| 3 flûtes (dont 1 jouant piccolo), 3 hautbois (dont 1 jouant cor anglais), 3 clarinettes en si bémol (dont 1 jouant clarinette basse et petite clarinette), 3 bassons (dont 1 contrebasson) |
| Cuivres |
| 4 cors en fa, 3 trompettes en si bémol (et ut), 3 trombones, 1 tuba |
| Percussions |
| timbales, grosse caisse, cymbales, triangle |